# Aaron Avsjalomov
Aaron Avsjalomov ((russisk: Аарон Авшаломов), født 11. november 1894 i Nikolajevsk ved Amur, Sibirien i Det Russiske Kejserrige, død 26. april 1965 i New York i USA) var en russisk/jødisk komponist og lærer.
Avsjalomov studerede først medicin i Zürich som ung og tog derefter til Shanghai i Kina for at studere musik, og senere blive lærer og komme til at undervise fremtidige kinesiske komponister i komposition.
Han eksperimenterede med at blande kinesisk folklore og vestlige teknikker i sine orkestrale kompositioner. Han skrev to symfonier, violinkoncert, fløjtekoncert, klaverkoncert og orkesterværker.

## Udvalgte værker
- Symfoni nr. 1 (19?) - for orkester
- Symfoni nr. 2 (1949) - for orkester
- Symfoni nr. 3 "Til minde om Serge og Natalie Koussevitzky" (1953) - for orkester
- Klaverkoncert "om kinesiske temaer og rytmer" (1935) - for klaver og orkester
- Fløjtekoncert (19?) - for fløjte og orkester
- Violinkoncert (19?) - for violin og orkester